# Kabinett Ardern I
Das erste Kabinett Ardern regierte Neuseeland vom 26. Oktober 2017. bis zum Ende der Legislaturperiode am 6. November 2020. Das Kabinett wurde von der Vorsitzenden der Labour-Partei Jacinda Ardern als Premierministerin geleitet. Nach der Parlamentswahl im Oktober 2020 wurde das Kabinett von Jacinda Ardern durch das neue Kabinett Ardern II abgelöst.

Kabinett Ardern I
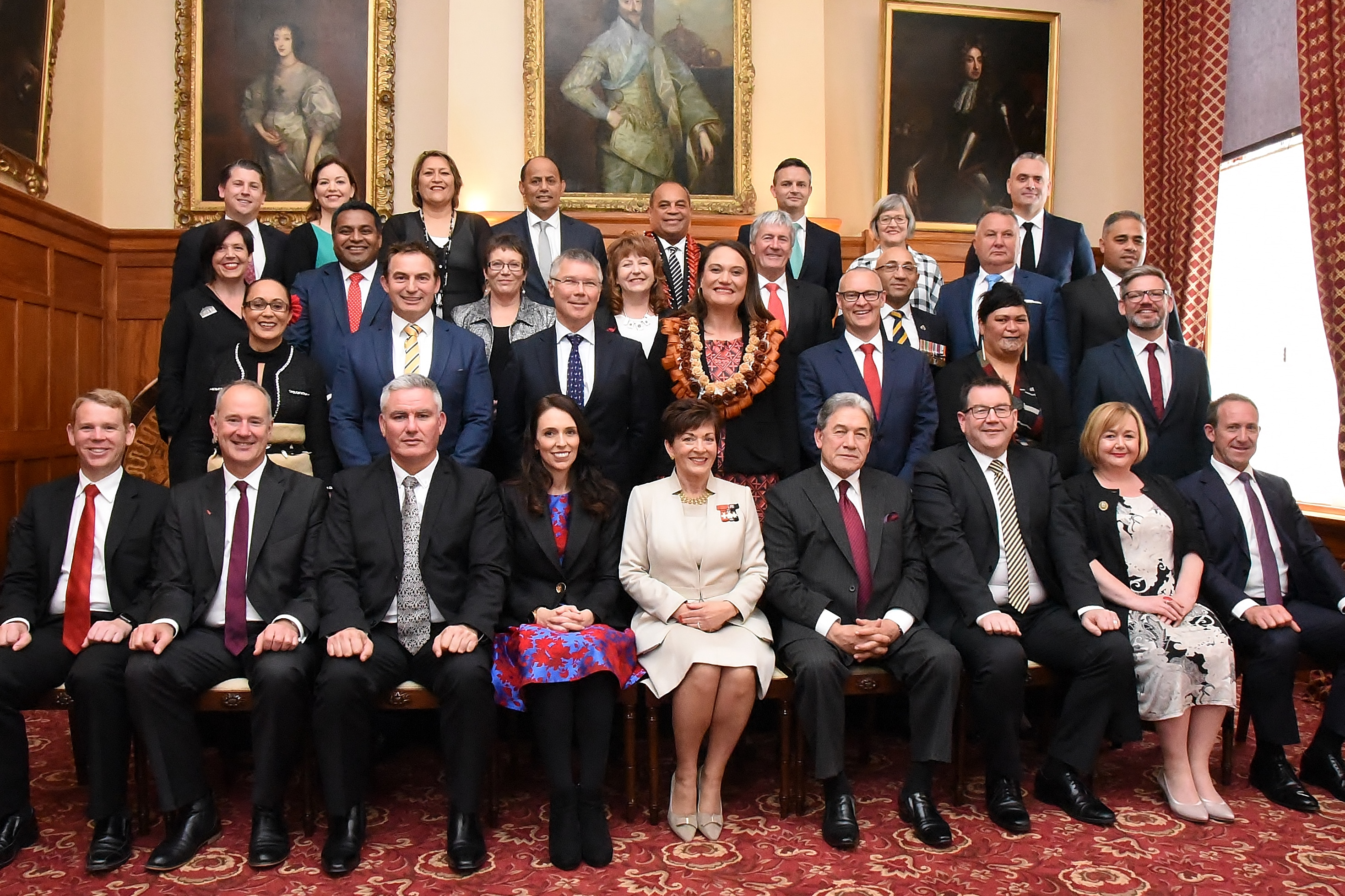
Die neuseeländische Regierung nach ihrer Vereidigung im Jahr 2017
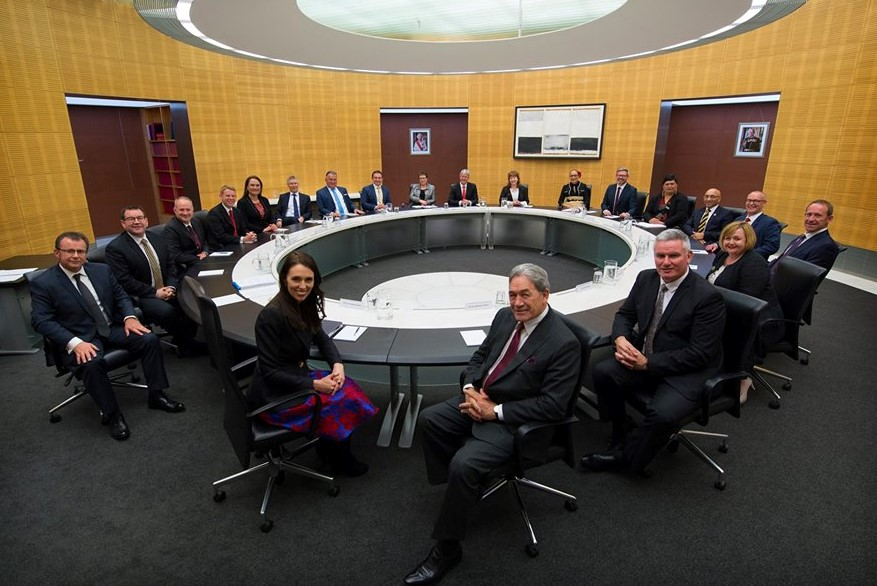
Erste Sitzung der Regierung, 26. Oktober 2017

## Regierungsmitglieder
| P                                   | Amtsinhaber/in | Amtsinhaber/in     | Partei      | Ministeramt | Amtszeit (von ... bis)                                              | Amtszeit (von ... bis)                                        |
| ----------------------------------- | -------------- | ------------------ | ----------- | --- | ------------------------------------------------------------------- | ------------------------------------------------------------- |
| Kabinettsmitglieder                 |                |                    |             | |                                                                     |                                                               |
| 01                                  |                | Jacinda Ardern     | Labour      | Prime Minister Minister for Arts, Culture and Heritage Minister for Child Poverty Reduction Minister for National Security and Intelligence | 26. Oktober 2017                                                    | 6. November 2020                                              |
| 02                                  |                | Winston Peters     | NZ First    | Deputy Prime Minister Minister of Foreign Affairs Minister for State Owned Enterprises Minister for Racing Minister for Disarmament and Arms Control | 26. Oktober 2017 22. Juli 2020                                      | 6. November 2020                                              |
| 03                                  |                | Kelvin Davis       | Labour      | Minister for Māori Crown Relations: Te Arawhiti Minister of Corrections Minister of Tourism Associate Minister of Education (Māori Education) | 26. Oktober 2017                                                    | 28. Juni 2019 6. November 2020                                |
| 04                                  |                | Grant Robertson    | Labour      | Minister of Finance Minister for Sport and Recreation Associate Minister for Arts, Culture and Heritage Minister Responsible for the Earthquake Commission | 26. Oktober 2017 28. Juni 2019                                      | 6. November 2020                                              |
| 05                                  |                | Phil Twyford       | Labour      | Minister of Housing and Urban Development Minister of Transport Minister for Economic Development Minister of Urban Development | 26. Oktober 2017 28. Juni 2019                                      | 28. Juni 2019 6. November 2020                                |
| 06                                  |                | Megan Woods        | Labour      | Minister for Earthquake Commission Minister for Energy and Resources Minister for Greater Christchurch Regeneration Minister for Research, Science and Innovation Minister for Government Digital Services Minister for Housing                                                      | 26. Oktober 2017 24. August 2018 28. Juni 2019                      | 28. Juni 2019 6. November 2020 28. Juni 2019 6. November 2020 |
| 07                                  |                | Chris Hipkins      | Labour      | Minister of Education Minister Responsible for Ministerial Services Minister of State Services Minister for Health | 26. Oktober 2017 2. Juli 2020                                       | 6. November 2020                                              |
| 08                                  |                | Andrew Little      | Labour      | Minister of Justice Minister for Courts Minister Responsible for the GCSB Minister Responsible for the NZSIS Minister for Treaty of Waitangi Negotiations Minister Responsible for Pike River Re-entry                                                                               | 26. Oktober 2017                                                    | 6. November 2020                                              |
| 09                                  |                | Carmel Sepuloni    | Labour      | Minister for Social Development Minister for Disability Issues Associate Minister for Pacific Peoples Associate Minister for Arts, Culture and Heritage Minister for ACC | 26. Oktober 2017 22. Juli 2020                                      | 6. November 2020                                              |
| 10                                  |                | David Clark        | Labour      | Minister of Health Associate Minister of Finance | 26. Oktober 2017                                                    | 7. April 2020 2. Juli 2020                                    |
| 11                                  |                | David Parker       | Labour      | Attorney-General Minister for Economic Development Minister for the Environment Minister for Trade and Export Growth Associate Minister of Finance | 26. Oktober 2017                                                    | 6. November 2020                                              |
| 12                                  |                | Nanaia Mahuta      | Labour      | Minister of Local Government Associate Minister for the Environment Associate Minister for Housing and Urban Development Associate Minister for Housing (Māori Housing) | 26. Oktober 2017 14. November 2018 28. Juni 2019                    | 6. November 2020 28. Juni 2019 6. November 2020               |
| 13                                  |                | Stuart Nash        | Labour      | Minister of Fisheries Minister of Police Minister of Revenue Minister for Small Business | 26. Oktober 2017                                                    | 6. November 2020                                              |
| 14                                  |                | Jenny Salesa       | Labour      | Deputy Leader of the House Minister of ACC Minister for Immigration Minister for Workplace Relations and Safety | 26. Oktober 2017                                                    | 6. November 2020                                              |
| 15                                  |                | Jenny Salesa       | Labour      | Minister for Building and Construction Minister for Ethnic Communities Associate Minister of Education Associate Minister of Health Associate Minister of Housing and Urban Development Minister of Customs                                                                          | 26. Oktober 2017 28. Juni 2019                                      | 6. November 2020 28. Juni 2019 6. November 2020               |
| 16                                  |                | Damien O’Connor    | Labour      | Minister of Agriculture Minister for Biosecurity Minister for Rural Communities Minister for Food Safety Associate Minister for Trade and Export Growth | 26. Oktober 2017                                                    | 6. November 2020 2. Mai 2018                                  |
| 17                                  |                | Clare Curran       | Labour      | Minister of Government Digital Services Associate Minister State Services (Open Government) Minister of Broadcasting, Communications and Digital Media Associate Minister of ACC | 26. Oktober 2017                                                    | 24. August 2018 7. September 2018                             |
| Minister außerhalb des Kabinetts    |                |                    |             | |                                                                     |                                                               |
| 01                                  |                | Ron Mark           | NZ First    | Minister of Defence Minister of Veterans | 26. Oktober 2017                                                    | 6. November 2020                                              |
| 02                                  |                | Tracey Martin      | NZ First    | Minister for Children Minister of Internal Affairs Associate Minister of Education Associate Minister for Seniors | 26. Oktober 2017                                                    | 6. November 2020                                              |
| 03                                  |                | Shane Jones        | NZ First    | Minister of Forestry Minister for Infrastructure Minister of Regional Economic Development Associate Minister of Finance Associate Minister of Transport Associate Minister for State Owned Enterprises                                                                              | 26. Oktober 2017 2. Mai 2018                                        | 6. November 2020                                              |
| 04                                  |                | Kris Faafoi        | Labour      | Minister of Civil Defence Associate Minister of Immigration Associate Minister of Commerce and Consumer Affairs Minister of Broadcasting, Communications and Digital Media Minister of Custom Minister of Government Digital Services Associate Minister of Housing (Public Housing) | 26. Oktober 2017 7. September 2018 20. September 2018 28. Juni 2019 | 28. Juni 2019 6. November 2020 28. Juni 2019 6. November 2020 |
| 05                                  |                | Peeni Henare       | Labour      | Minister for the Community and Voluntary Sector Minister for Whānau Ora Minister for Youth Minister for Social Development Associate Minister for ACC Minister for Civil Defence Associate Minister of Health (Māori Health)                                                         | 26. Oktober 2017 7. September 2018 28. Juni 2019                    | 6. November 2020                                              |
| 06                                  |                | Willie Jackson     | Labour      | Minister of Employment Minister for Whānau Ora Associate Minister for Māori Development Associate Minister for ACC | 26. Oktober 2017 28. Juni 2019                                      | 6. November 2020                                              |
| 07                                  |                | Aupito William Sio | Labour      | Minister for Pacific Peoples Associate Minister for Courts Associate Minister of Justice | 26. Oktober 2017                                                    | 6. November 2020                                              |
| 08                                  |                | Meka Whaitiri      | Labour      | Minister of Customs Associate Minister of Agriculture Associate Minister for Crown/Māori Relations Associate Minister of Local Government Associate Minister of Forestry | 26. Oktober 2017 2. Mai 2018                                        | 20. September 2018                                            |
| 09                                  |                | Poto Williams      | Labour      | Minister for the Community and Voluntary Sector Associate Minister for Greater Christchurch Regeneration Associate Minister of Immigration Associate Minister for Social Development Minister of Police                                                                              | 3. Juli 2019 2. November 2020                                       | 6. November 2020                                              |
| Minister der unterstützenden Partei |                |                    |             | |                                                                     |                                                               |
| 01                                  |                | James Shaw         | Green Party | Minister for Climate Change Minister of Statistics Associate Minister of Finance Acting Associate Minister for Health Acting Associate Minister for Transport | 26. Oktober 2017 19. August 2018                                    | 6. November 2020 27. November 2018                            |
| 02                                  |                | Julie Anne Genter  | Green Party | Minister for Women Associate Minister of Health Associate Minister of Transport | 26. Oktober 2017                                                    | 6. November 2020                                              |
| 03                                  |                | Eugenie Sage       | Green Party | Minister of Conservation Minister of Land Information Associate Minister of Environment | 26. Oktober 2017                                                    | 6. November 2020                                              |
| Parlamentarische Staatssekretäre    |                |                    |             | |                                                                     |                                                               |
| 01                                  |                | Michael Wood       | Labour      | Parliamentary Under-Secretary für den – Minister for Ethnic Communities | 26. Oktober 2017                                                    | 22. Juli 2020                                                 |
| 02                                  |                | Fletcher Tabuteau  | Labour      | Parliamentary Under-Secretary für den – Minister of Foreign Affairs – Minister for Regional Economic Development – Minister for Disarmament and Arms Control | 26. Oktober 2017 22. Juli 2020                                      | 6. November 2020                                              |
| 03                                  |                | Jan Logie          | Green Party | Parliamentary Under-Secretary für den – Minister of Justice (Domestic and Sexual Violence Issues) | 26. Oktober 2017                                                    | 22. Juli 2020                                                 |

Quellen: Department of the Prime Minister and Cabinet